# Іващенко Олег Михайлович
Олег Михайлович Іващенко (нар. 5 травня 1964, Чернігів, УРСР) — радянський та український футболіст, півзахисник.

## Життєпис
Футбольну кар'єру розпочав 1985 року в «Десні». У футболці чернігівського клубу провів 1 поєдинок у Другій лізі СРСР. По ходу вище вказаного сезону перебрався до «Хіміка», у футболці якого виступав у чемпіонаті Чернігівської області. У 1987 році повернувся до «Десни», за яку провів один сезон у Другій лізі СРСР (33 матчі, 1 гол). Наступного року перейшов до чернігівського «Гідротехніка», у футболці якого виступав в обласному чемпіонаті.
У сезоні 1993/94 років виступав за «Текстильник» (Чернігів) в аматорському чемпіонаті України. Напередодні старту сезону 1994/95 років повернувся в «Десну». У футболці чернігівського клубу дебютував 13 серпня 1994 року в програному (0:3) виїзному поєдинку 3-го туру Другій лізі України проти краснопільського «Явору». Олег вийшов на поле в стартовому складі та відіграв увесь матч. Першим голом за «Десну» відзначився 22 вересня 1994 року на 56-й хвилині програного (1:2) виїзного поєдинку 10-го туру Другої ліги України проти луганського «Динамо». Іващенко вийшов на поле в стартовому складі та відіграв увесь матч. У чернігівському клубу провів три сезони, за цей час у Другій лізі України провів 89 матчів (3 голи) та 6 поєдинків у кубку України. 
На початку сезону 1997/98 років перебрався до «Славутича-ЧАЕС». У футболці славутицького клубу дебютував 31 липня 1997 року в нічийному (0:0) домашньому поєдинку 1-го туру групи В Другої ліги України проти єнакієвської «Південьсталі». Олег вийшов на поле в стартовому складі та відіграв увесь матч. У першій половині сезону 1997/98 років зіграв 16 матчів у Другій лізі України. У сезоні 1998/99 років виступав за чернігівський «Домобудівник» з обласного чемпіонату. Влітку 1999 року повернувся в «Десну». У футболці чернігівського клубу дебютував 2 серпня 1999 року в нічийному (1:1) домашньому поєдинку 1-го туру групи Б Другої ліги України проти дружківського «Машинобудівника». Іващенко вийшов на поле в стартовому складі та відіграв увесь матч. Єдиним голом за «Динамо» відзначився 1 вересня 1999 року на 2-й хвилині програного (2:4) домашнього поєдинку 1/16 фіналу кубку Другої ліги проти київського «Динамо-3». Олег вийшов на поле в стартовому складі, а на 26-й хвилині його замінив Руслан Попов. У першій половині сезону 1999/00 років провів 8 матчів у Другій лізі України.

## Досягнення
«Десна» (Чернігів)
- Друга ліга України
  -  Чемпіон (1): 1996/97

«Хімік» (Чернігів)
- Чемпіонат Чернігівської області
  -  Чемпіон (1): 1985

- Кубок Чернігівської області
  -  Володар (1): 1985[6]